# Link Lake
Link Lake är en sjö i Kanada.   Den ligger i Nipissing District och provinsen Ontario, i den sydöstra delen av landet, 400 km nordväst om huvudstaden Ottawa. Link Lake ligger 298 meter över havet.
I omgivningarna runt Link Lake växer i huvudsak blandskog. Trakten runt Link Lake är nära nog obefolkad, med mindre än två invånare per kvadratkilometer.